# Boroaia (gmina)
Boroaia – gmina w Rumunii, w okręgu Suczawa. Obejmuje miejscowości Boroaia, Bărăști, Giulești, Moișa i Săcuța. W 2011 roku liczyła 4589 mieszkańców.